# Жуковцы (Кременецкий район)
Жуковцы (укр. Жуківці) — село в Лановецкой городской общине Кременецкого района Тернопольской области Украины.
До 2020 года входило в Лановецкий район.
Код КОАТУУ — 6123881203. Население по переписи 2001 года составляло 272 человека.

## Географическое положение
Село Жуковцы находится на берегу реки Свиноройка,
выше по течению на расстоянии в 0,5 км расположено село Соколовка,
ниже по течению на расстоянии в 1 км расположено село Бережанка.

## История
- 1573 год — дата основания.

## Объекты социальной сферы
- Школа I ст.

## Достопримечательности
- Братская могила советских воинов.